# Coll de Santa Creu
El Coll de Santa Creu és una collada del terme municipal de la Coma i la Pedra, al Solsonès, situada a 1.267,6 m. d'altitud entre el turó de Santa Creu (a ponent) i la serra de Pratformiu (a llevant). No comunica les valls de dos corrents fluvials sinó que és el pas emprat per comunicar la part baixa de la vall del riu Mosoll amb la part superior de la mateixa vall a causa del fet que l'engorjament d'aquest riu al seu pas sota la costa del Llop n'impedeix el trànsit seguint el curs del riu
El seu nom és degut al fet que a menys de 80 m. a llevant de la collada hi ha l'ermita de Santa Creu de la Pedra